# Sneeuberg

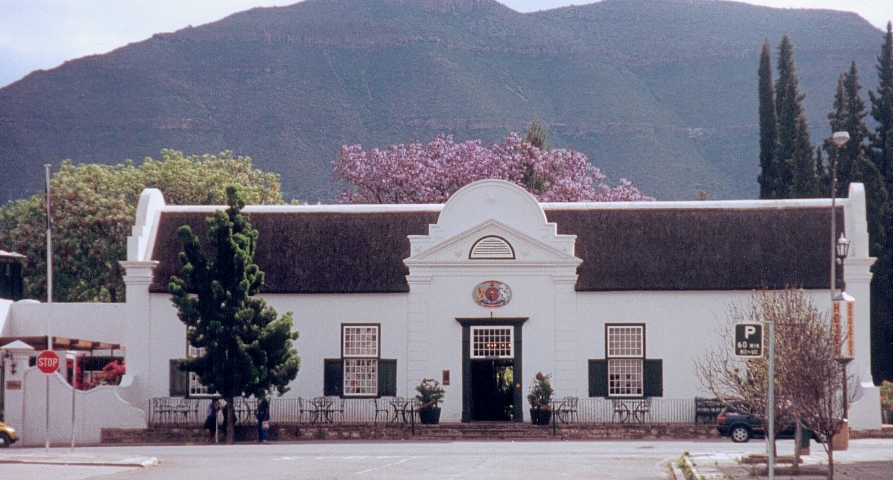
Historisches Gebäude in Graaff-Reinet am südlichen Fuß der Sneeuberge

Die Sneeuberg, auch Sneeuberge (englisch Snow Mountains), genannte Berggruppe ist ein ausgedehntes südafrikanisches Gebirge in den Provinzen Eastern Cape, Western Cape und Northern Cape. Diese Berglandschaft gehört zu den ariden und semiariden Gebieten im Südwesten Südafrikas (Karoo im weiteren Sinn). Das Sneeuberg-Massiv bildet einen wichtigen Abschnitt der Großen Randstufe (Great Escarpment) in Südafrika.

## Ausdehnung
Im Norden, Westen und Süden geht der Gebirgsstock in das wellige Land der Karoo-Steppe über. Im Osten fallen die Sneeuberg-Erhebungen in das Great Fish River Basin (Fish-River-Becken) ab. Südöstlich schließt sich über einen Sattel das Bankberg-Massiv an und im Süden setzen sich vor dem Gebirge die Ebenen von Camdeboo fort. Im Westen schließt die Nelspoort-Zone an.

## Verkehrserschließung
Durch das Sneeuberg-Gebirge führen eine Eisenbahnlinie und die Nationalstraße N9. Beide verbinden die Städte Graaff-Reinet und Middelburg.
Die Regionalstraße R63 führt von Graaff-Reinet in westlicher Richtung über zwei Pässe nach Murraysburg im Western Cape. Von dem kleinen Verkehrsknotenpunkt Betheshdaweg gelangt man auf der Regionalstraße R61 über die östlichen Ausläufer nach Cradock.
Der Straßenverkehr überwindet mehrere Pässe. Das sind der:
- Lootsberg-Pass (1789 Meter)
- Naudeberg-Pass (1400 Meter)
- Wapadsberg-Pass (1700 Meter) (am Bankberg-Massiv vorbeiführend)
- Goliatskraal se Hoogte
- Ouberg-Pass an der R63, Abzweig nach Nieu Bethesda

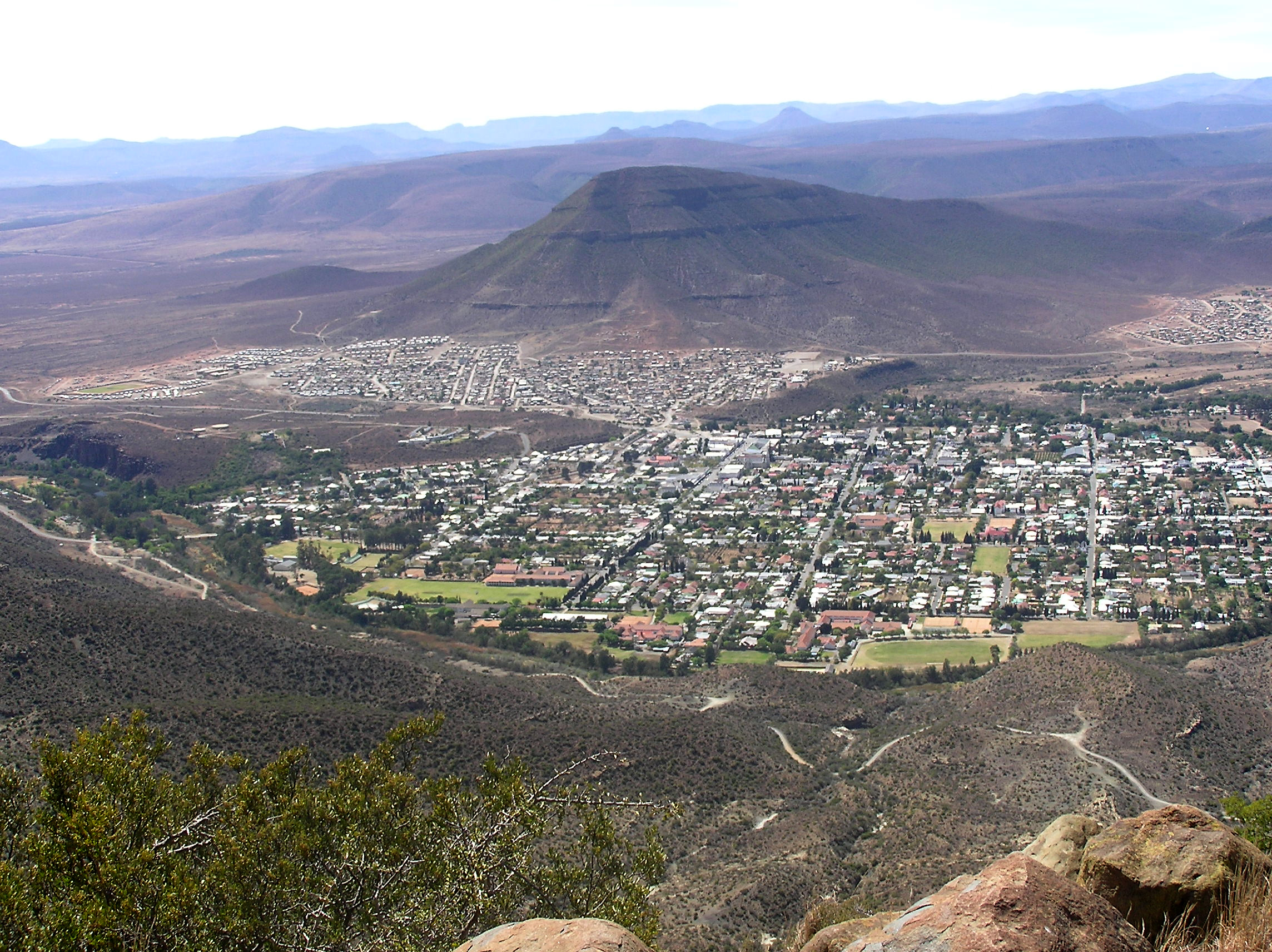
Blick vom Valley of Desolation auf Graaff-Reinet

## Besiedlung
Die wichtigsten Siedlungen befinden sich am Rand und damit in den unteren wasserreichen Lagen der Sneeuberg-Region. Dazu zählen die Ortschaften Murraysburg, Nieu-Bethesda, Bethesdaweg und Heydon. In den ihnen vorgelagerten Ebenen befinden sich Graaff-Reinet und Middelburg.

## Vegetation

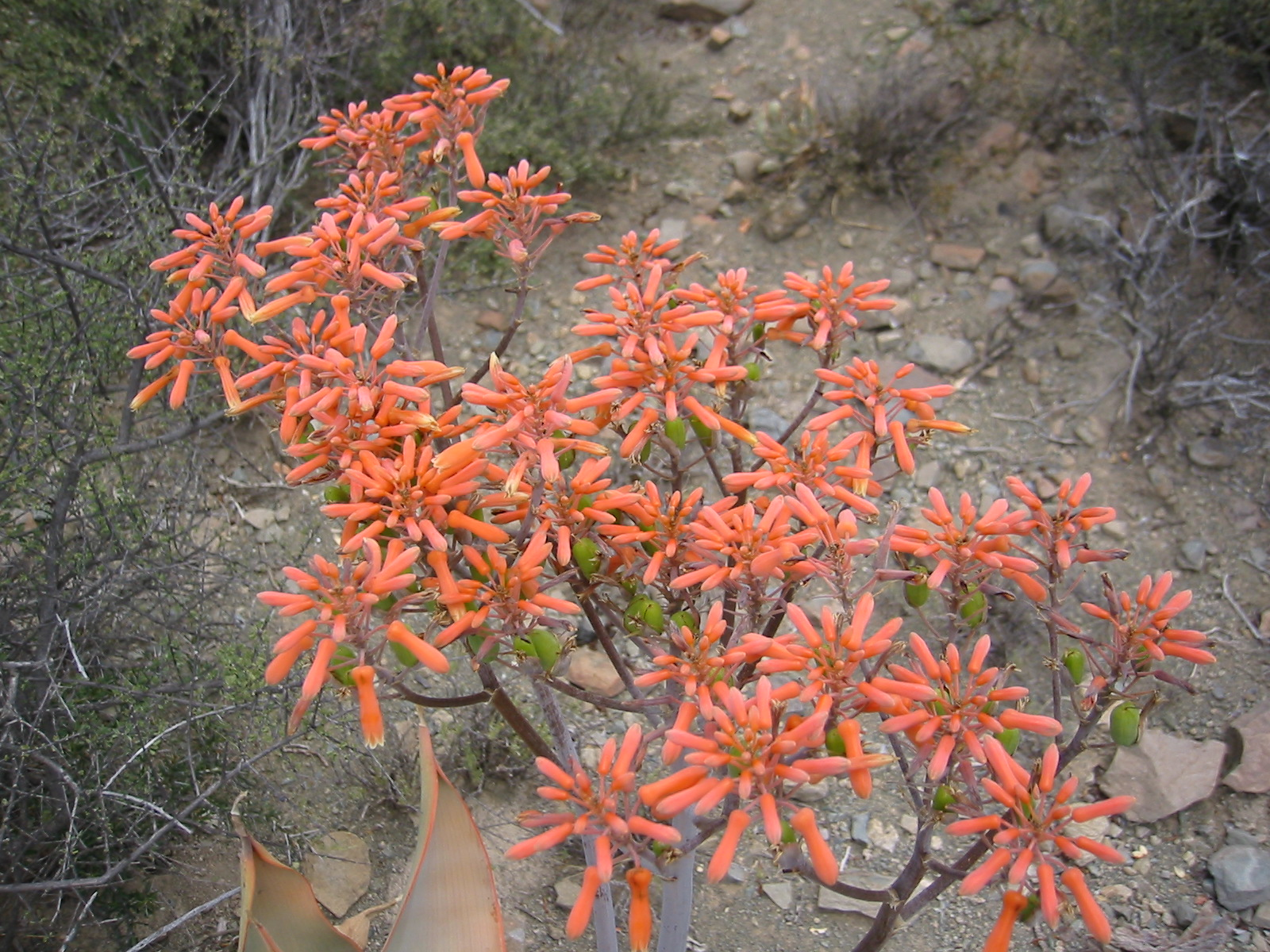
Dornengewächs in der Nähe von Graaff-Reinet

Das Sneeuberg-Massiv ist in vielen Bereichen von vegetationsarmen Landschaften gekennzeichnet. Das semiaride Klima der Karoo lässt nur einen spärlichen Bewuchs zu. Weite Bereiche sind mit halbwüstenartigen Geröllfeldern bedeckt, in denen vereinzelte niedrige Strauchpflanzen (sogenannte Strauchkaroo) auftreten. In feuchteren Regionen trifft man Grassavanne und in wasserreichen Schluchten auch Baumbestände an. Die vegetationsreichen Areale des Gebirges finden sich in seinen östlichen und südlichen Teilen. Es wurden 1195 Pflanzenarten aufgenommen.

## Geologie, Gliederung, Gewässer
Die geologischen Verhältnisse sowie die Gewässersituation sind in besonderer Weise ausschlaggebend für die Nutzung des Sneeubergs als Farmland. Letztere führte, begünstigt durch die herrschenden klimatischen Bedingungen, zu einer anthropogenen Veränderung der Böden und des Wasserhaushaltes.

### Geologische Verhältnisse
Das Sneeuberg-Massiv gehört geologisch zum Karoo-Hauptbecken. Es besteht aus Sedimentgesteinen der Beaufort-Gruppe. Typische Gesteine sind Sand- und Tonsteine. An zahlreichen Stellen durchschlagen die für das Karoo-System typischen Dolerit-Intrusionen in Form von Dykes und Sills die Sedimenteinheiten.

### Gliederung
Einzelne Bereiche der Sneeuberge tragen eigene Namen. Im Süden befinden sich die Koueveld Mountains (2388 Meter) und die Kamdeboo Mountains (1804 Meter).

Der Kompasberg ist mit 2504 Meter die höchste Erhebung des Gebirges. Er wurde 1778 durch Colonel Robert Jacob Gordon während einer Rekognoszierungsreise mit dem Gouverneur Joachim van Plettenberg zu den Grenzen der damaligen Kapkolonie benannt.
Die im Gebirge vorhandenen Hochebenen liegen in Höhen zwischen 1800 und 2100 Metern.

### Hydrologische Verhältnisse
Die Entwässerung des Gebirges erfolgt nach Norden in das System des Oranje hin zum Atlantischen Ozean. Dazu gehören der Seacow River und einige seiner Nebenflüsse.
In östliche Richtung bringt der Kleinbrakrivier das Wasser in den Great Fish River. Nach Süden wird das Oberflächenwasser hauptsächlich über den Sundays River abgeleitet. Der am westlichen Gebirgsrand verlaufende Fluss ist der im Oberlauf Kariega River heißende Gamtoos River (Mittellauf Groot River) und entwässert weiter in den Indischen Ozean.
Ein Problem stellt der durch Bodenerosion verursachte Eintrag von Sedimenten in die Wasserläufe dar. Der mitgeführte Kies, Sand und Schluff führt zu einer dauernden Belastung für wasserwirtschaftliche Anlagen und zu Verlusten an nutzbarer Landfläche. An einigen Stellen hat man solche Sedimentauffüllungen zum Studium ihrer Entstehungsabfolge genutzt.
Das Problem der Abtragung geht mit sich tief in das Gelände einschneidenden Erosionsrinnen (Gullys) einher und führt großflächig zu Veränderungen der natürlichen Vegetation. Die Abtragungen und Veränderungen in den Böden wurden hier mehrfach kartographisch aufgenommen. Erosionsrinnen in den Sneeubergen bildeten sich bereits vor 1940, als eine Periode starken Regens auf den durch Viehwirtschaft stark beanspruchten Boden einwirkte.

#### Stauanlagen
Zu den größeren Staudämmen gehört der Nqweba Dam (früher Van Ryneveldspass dam) bei Graaff-Reinet und ein Staudamm des Seacow Rivers am Nordabhang des Gebirges südöstlich von Richmond. In den Tälern der nördlichen Gebirgsabhänge wurden zahlreiche kleinere Stauseen angelegt. Viele von ihnen dienen in dieser kargen Landschaft zur Bewässerung einer benachbarten Farm.

## Wirtschaftliche Aktivitäten
Durch die natürlichen Grundlagen sind landwirtschaftliche Aktivitäten nur begrenzt möglich. Die Strauchkaroo ermöglicht eine extensive Viehwirtschaft, die nur wenige Menschen eine Einkommensgrundlage bietet. In der Region werden Wollschafe gezüchtet und im begrenzten Umfang Mohair erzeugt. Bis auf 1600 Metern Meereshöhe nutzt man feuchte Täler als Weide für die Schafherden. Früher bauten Bauern hier Weizen an.
Ein Nationalpark bei Graaff-Reinet und die landschaftliche Situation schufen im Bereich des Outdoor-Tourismus einige Arbeitsplätze.

## Sehenswürdigkeiten

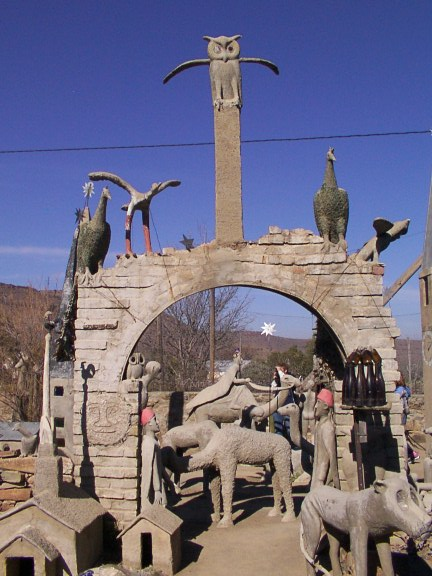
Ansicht des Denkmals Owl House in Nieu-Bethesda

- Das Owl House ist ein Museum zum Gedenken an das inspirative Schaffen der Mystikerin Helen Martins. Das Museum wurde 1980 eingerichtet.
- An den südlichen Gebirgsausläufern befindet sich der Camdeboo-Nationalpark
- Das Valley of Desolation (Tal der Trostlosigkeit) fällt durch seine bizarren Felsformationen mit steilen Wänden auf.

## Diverses
Mit dem Namen dieses Gebirges ist die wissenschaftliche Bezeichnung einer Pflanze aus der Gattung der Ballonerbsen verbunden. Es handelt sich um die Art Lessertia sneeuwbergensis Germish.